# Marian Cezary Abramowicz
Marian Cezary Abramowicz (* 29. Oktober 1937 in Białobłoty in der Gemeinde Gizałki; † 5. März 1997 in Biała Królikowska in der Gemeinde Gizałki) war ein polnischer Lyriker und Romanschriftsteller.

## Leben
Nach dem Tod seines Vaters 1938 und seiner Mutter 1939 wuchs Abramowicz bei seiner Großmutter auf. Nach dem Abschluss der Grundschule 1948 arbeitete er von 1950 bis 1951 in Konin als Verwaltungsangestellter und besuchte das Abendgymnasium. Anschließend siedelte er nach Warschau um, wo er dank eines Stipendiums des Vereins Pax (Stowarzyszenie Pax) das allgemeinbildende Gymnasium besuchen konnte. Bereits nach einem Jahr ging er nach Płock, wo er in der Stadtverwaltung arbeitete und das Abendgymnasium besuchte. 1952 trat er den Salesianern bei, legte 1953 den Ordenseid ab und studierte am Institut für Philosophie und Psychologie der Salesianer in Woźniaków.
Aus gesundheitlichen Gründen verließ er den Orden 1957 und arbeitete in Tychy. Nach einem längeren Aufenthalt in einem Sanatorium gegen Tuberkulose von 1959 bis 1962 in Prabuty erhielt er eine Invalidenrente. Nach einem Jahr verzichtete er jedoch auf diese Rente und arbeitete 1964 in der Försterei von Biała Królikowska. Die Jahre 1965 bis 1966 verbrachte er erneut in einem Sanatorium gegen Tuberkulose in Sokołowsko und erhielt wieder eine Invalidenrente.
Als Lyriker debütierte er mit dem Gedicht Wrzosowisko, das 1966 im Tygodnik Kulturalny erschien. In den folgenden Jahren widmete er sich der Schriftstellerei und trat 1969 dem Verband der Polnischen Literaten bei. Daneben engagierte er sich für das gesellschaftlich-kulturelle Leben auf dem Land ein. So war er von 1975 bis 1979 Leiter des Gemeindekulturzentrums von Giziałki. Seine Gedichte veröffentlichte er von 1988 bis 1989 in den Zeitungen und Zeitschriften Gazeta Poznańska, Tygodnik Ludowy und Nurt.
Am 5. März 1997 starb er in Biała Królikowska.

## Werke

### Lyrik
- Urzeczenie, 1970
- Twarze na piasku, 1977
- Sennik niedzielny, 1984
- Dni darowane, 1991
- W kantyku ziemi, 1991
- Confiteor, 1994
- Uroki i zdziwienia, 1995
- Listy nie wysłane, 1996

### Prosa
- Kochanek białej gołębicy, 1973
- Donosy z Białej Królikowskiej, 1981–1983
- Maria Magdalena, 1995
- Dwa żywoty, 1998

- Listy spod klepsydry, 2000
- Czarna struga, 2002

## Auszeichnungen
- 1985: Literaturpreis der Woiwodschaft Kalisz
- 1986: Silbernes Verdienstkreuz